# Il passo silenzioso della neve
Il passo silenzioso della neve è un singolo della cantante italiana Valentina Giovagnini pubblicato nel 2002 da Virgin, come primo estratto dall'album in studio Creatura nuda.
La cantante ha partecipato col brano al Festival di Sanremo 2002 nella sezione "Giovani", arrivando seconda, per appena 21 voti, alle spalle di Anna Tatangelo che ha interpretato la canzone Doppiamente fragili.

## Descrizione
La canzone, scritta da Vincenzo Incenzo e Davide Pinelli, è stata pubblicata come primo singolo nel marzo di quell'anno, riscuotendo un discreto successo di vendita in Italia. È stata inserita nell'album d'esordio della cantante, Creatura nuda, pubblicato nello stesso periodo.

## Video musicale
Il videoclip vede protagonista la cantante che vaga a piedi nudi in un bosco dai toni cupi e misteriosi, rispecchiando così il senso del brano. Secondo quanto detto in un'intervista, è stato girato in bosco nei pressi di Milano.
È stato trasmesso da tutte le maggiori emittenti musicali italiane, tra le quali MTV.

## Cover e altre versioni del brano
Il brano è stato eseguito dal vivo da diversi interpreti al Premio Valentina Giovagnini, ad esempio da L'Aura, e ha avuto anche due cover realizzate da Cleò nel 2017 e Chiara Galiazzo con gli In The Loop nel 2025.

## Tracce
CD promozionale (2002)
1. Il passo silenzioso della neve – 3:13 (testo: Vincenzo Incenzo – musica: Davide Pinelli)

CD (2002)
1. Il passo silenzioso della neve – 3:13 (testo: Vincenzo Incenzo – musica: Davide Pinelli)
2. Il passo silenzioso della neve (Strumentale) – 3:13 (musica: Davide Pinelli)
3. Accarezzando a piedi nudi l'erba delle colline di Donegal (Strumentale) – 1:48 (musica: Davide Pinelli)
4. Dovevo dire di no (Il traffico dei sensi) – 3:15 (testo: Vincenzo Incenzo – musica: Davide Pinelli)

## Classifiche
| Classifica (2002) | Posizione massima |
| ----------------- | ----------------- |
| Italia            | 14                |